# پفافنهاوزن
پفافنهاوزن (به آلمانی: Pfaffenhausen) یک شهر در آلمان است که در اونترالگوی واقع شده‌است. پفافنهاوزن ۲٬۳۳۶ نفر جمعیت دارد.